# Marcus Westfält
Marcus Westfält, född 12 mars 2000 i Stockholm, är en svensk professionell ishockeyspelare (forward) som spelar för Färjestad BK i SHL.